# Vengampudur
Vengampudur là một thị xã panchayat của quận Erode thuộc bang Tamil Nadu, Ấn Độ.

## Nhân khẩu
Theo điều tra dân số năm 2001 của Ấn Độ, Vengampudur có dân số 7634 người. Phái nam chiếm 50% tổng số dân và phái nữ chiếm 50%. Vengampudur có tỷ lệ 66% biết đọc biết viết, cao hơn tỷ lệ trung bình toàn quốc là 59,5%: tỷ lệ cho phái nam là 77%, và tỷ lệ cho phái nữ là 56%. Tại Vengampudur, 8% dân số nhỏ hơn 6 tuổi.